# CONCACAF Gold Cup 2021
Der CONCACAF Gold Cup 2021 war die 26. Ausspielung der Kontinentalmeisterschaft im Fußball für Nord-, Mittelamerika und die Karibik und die 16. unter der Bezeichnung Gold Cup. Er fand vom 10. Juli bis zum 1. August 2021 in den Vereinigten Staaten statt. Wie schon 2019 nahmen 16 Mannschaften an der Endrunde teil. Es wurde zunächst in einer Gruppenphase in vier Gruppen zu je vier Mannschaften und danach im K.-o.-System gespielt.
Sieger wurden zum siebten Mal die Gastgeber aus den USA, die im Finale Titelverteidiger Mexiko mit 1:0 nach Verlängerung besiegten.

## Spielorte
Die Spielorte wurden von der CONCACAF im April 2021 bekanntgegeben. Es wurde in neun Städten und in zehn Stadien gespielt. Als Finalstadion wurde ebenfalls im April 2021 das Allegiant Stadium in Paradise bestimmt. Im Allegiant Stadium, im Exploria Stadium und im Q2 Stadium fanden erstmals Gold-Cup-Spiele statt.
Jeweils vier der zehn Stadien verfügten über eine Kapazität zwischen 20.000 und 30.000 sowie zwischen 60.000 und 80.000 Zuschauern. Das größte Stadion war das Cotton Bowl Stadium in Dallas mit einer Kapazität von 92.100 Zuschauern, das kleinste Stadion, der Children’s Mercy Park in Kansas City, bot Platz für knapp 18.500 Zuschauer.
| Arlington                      | Austin                        | Dallas                                  | Frisco                             | Glendale                             |
| ------------------------------ | ----------------------------- | --------------------------------------- | ---------------------------------- | ------------------------------------ |
| AT&T Stadium Kapazität: 80.000 | Q2 Stadium Kapazität: 20.500  | Cotton Bowl Stadium Kapazität: 92.100   | Toyota Stadium Kapazität: 20.500   | State Farm Stadium Kapazität: 63.400 |
| AT&T Stadium                   | Q2 Stadium                    | Cotton Bowl                             | Toyota Stadium                     | State Farm Stadium                   |
| Houston                        | Houston                       | Kansas City                             | Orlando                            | Paradise                             |
| BBVA Stadium Kapazität: 22.039 | NRG Stadium Kapazität: 71.795 | Children’s Mercy Park Kapazität: 18.467 | Exploria Stadium Kapazität: 25.500 | Allegiant Stadium Kapazität: 61.000  |
| BBVA Compass Stadium           | NRG Stadium                   | Children’s Mercy Park                   | Exploria Stadium                   | Allegiant Stadium                    |

## Teilnehmer

### Qualifikation
Wie bereits beim Turnier 2019 wurden keine regionalen Qualifikationswettbewerbe mehr ausgetragen. Als Qualifikation diente die Gruppenphase der CONCACAF Nations League 2019–21. So qualifizierten sich die zwei Besten aus jeder der vier Gruppen der Liga A und die jeweiligen Gruppensieger aus Liga B direkt für das Turnier. Die restlichen vier Teilnehmer sollten durch zwei Play-off-Runden mit Hin- und Rückspiel ermittelt werden. An diesen sollten die Gruppensieger aus Liga C, die Gruppenzweiten aus Liga B und die Gruppenletzten aus Liga A teilnehmen. Da die geplanten Spiele im März und Juni 2020 wegen der COVID-19-Pandemie nicht stattfinden konnten und den Terminschwierigkeiten durch die veränderte WM-Qualifikation 2022, fanden die Spiele schließlich in der Woche vor dem Beginn der Endrunde an einem zentralen Ort in den Vereinigten Staaten statt. Als Spielort diente für alle Spiele das Inter Miami Stadium in Fort Lauderdale, Florida.

#### Erste Runde
Die Spiele fanden am 2. und 3. Juli 2021 statt.
|                     | Ergebnis  |                                |
| ------------------- | --------- | ------------------------------ |
| Haiti               | 6:1 (3:1) | St. Vincent und die Grenadinen |
| Guatemala           | 4:0 (1:0) | Guyana                         |
| Trinidad und Tobago | 6:1 (3:0) | Montserrat                     |
| Kuba                | w/o       | Französisch-Guayana            |
| Guadeloupe          | 2:0 (0:0) | Bahamas                        |
| Bermuda             | 8:1 (4:1) | Barbados                       |

#### Zweite Runde
Die Spiele fanden am 6. Juli 2021 statt.
|                     | Ergebnis               |                     |
| ------------------- | ---------------------- | ------------------- |
| Haiti               | 4:1 (3:0)              | Bermuda             |
| Guatemala           | 1:1 (1:1) (9:10 i. E.) | Guadeloupe          |
| Trinidad und Tobago | 1:1 (1:1) (8:7 i. E.)  | Französisch-Guayana |

### Auslosung
Die Gruppenauslosung fand am 28. September 2020 in Miami im US-Bundesstaat Florida statt. Es war die erste Auslosung überhaupt für den Gold Cup. Die Mannschaften wurden entsprechend ihrer Position im CONCACAF Ranking von August 2020 auf vier Lostöpfe verteilt. Als Gruppenköpfe gesetzt waren Mexiko in Gruppe A, die USA in Gruppe B, Costa Rica in Gruppe C und Honduras in Gruppe D. Die Gastmannschaft aus Katar war als Schluss der Gruppe D gesetzt.
Am 9. Juli 2021 gab die CONCACAF bekannt, dass Curaçao aufgrund mehrerer COVID-19-Fälle in der Mannschaft nicht am Turnier teilnehmen kann. Als Ersatz wurde Guatemala, die Mannschaft mit der besten Bilanz in der Qualifikation, bestimmt.
| Topf 1: - Mexiko (1) - USA (2) - Costa Rica (3) - Honduras (4) Topf 2: - Jamaika (5) - Kanada (6) - Panama (8) - El Salvador (10) | Topf 3: - Martinique (11) - Curaçao (13) - Suriname (15) - Grenada (20) Topf 4: - Haiti (Sieger Quali) - Guadeloupe (Sieger Quali) - Trinidad und Tobago (Sieger Quali) - Katar (Gast) |

| Gruppe A                    | Gruppe B           | Gruppe C           | Gruppe D         |
| --------------------------- | ------------------ | ------------------ | ---------------- |
| Mexiko (Kader)              | USA (Kader)        | Costa Rica (Kader) | Honduras (Kader) |
| El Salvador (Kader)         | Kanada (Kader)     | Jamaika (Kader)    | Panama (Kader)   |
| Guatemala (Kader)           | Martinique (Kader) | Suriname (Kader)   | Grenada (Kader)  |
| Trinidad und Tobago (Kader) | Haiti (Kader)      | Guadeloupe (Kader) | Katar (Kader)    |

## Gruppenphase

### Gruppe A
| Pl. | Land                | Sp. | S | U | N | Tore    | Diff. | Punkte |
| --- | ------------------- | --- | - | - | - | ------- | ----- | ------ |
| 1.  | Mexiko              | 3   | 2 | 1 | 0 | 004:000 | +4    | 07     |
| 2.  | El Salvador         | 3   | 2 | 0 | 1 | 004:100 | +3    | 06     |
| 3.  | Trinidad und Tobago | 3   | 0 | 2 | 1 | 001:300 | −2    | 02     |
| 4.  | Guatemala           | 3   | 0 | 1 | 2 | 001:600 | −5    | 01     |

| 10. Juli 2021, 21:00 Uhr (11. Juli, 4:00 MESZ) in Arlington |   |                     |           |
| Mexiko                                                      | – | Trinidad und Tobago | 0:0       |
| 11. Juli 2021, 22:00 Uhr (12. Juli, 5:00 MESZ) in Frisco    |   |                     |           |
| El Salvador                                                 | – | Guatemala           | 2:0 (0:0) |
| 14. Juli 2021, 18:30 Uhr (15. Juli, 1:30 MESZ) in Frisco    |   |                     |           |
| Trinidad und Tobago                                         | – | El Salvador         | 0:2 (0:1) |
| 14. Juli 2021, 21:30 Uhr (15. Juli, 4:30 MESZ) in Dallas    |   |                     |           |
| Guatemala                                                   | – | Mexiko              | 0:3 (0:1) |
| 18. Juli 2021, 21:00 Uhr (19. Juli, 4:00 MESZ) in Dallas    |   |                     |           |
| Mexiko                                                      | – | El Salvador         | 1:0 (1:0) |
| 18. Juli 2021, 21:00 Uhr (19. Juli, 4:00 MESZ) in Frisco    |   |                     |           |
| Guatemala                                                   | – | Trinidad und Tobago | 1:1 (0:1) |

### Gruppe B
| Pl. | Land       | Sp. | S | U | N | Tore    | Diff. | Punkte |
| --- | ---------- | --- | - | - | - | ------- | ----- | ------ |
| 1.  | USA        | 3   | 3 | 0 | 0 | 008:100 | +7    | 09     |
| 2.  | Kanada     | 3   | 2 | 0 | 1 | 008:300 | +5    | 06     |
| 3.  | Haiti      | 3   | 1 | 0 | 2 | 003:600 | −3    | 03     |
| 4.  | Martinique | 3   | 0 | 0 | 3 | 003:120 | −9    | 0      |

| 11. Juli 2021, 17:30 Uhr (12. Juli, 0:30 MESZ) in Kansas City |   |            |           |
| Kanada                                                        | – | Martinique | 4:1 (3:1) |
| 11. Juli 2021, 20:00 Uhr (12. Juli, 3:00 MESZ) in Kansas City |   |            |           |
| USA                                                           | – | Haiti      | 1:0 (1:0) |
| 15. Juli 2021, 18:30 Uhr (16. Juli, 1:30 MESZ) in Kansas City |   |            |           |
| Haiti                                                         | – | Kanada     | 1:4 (0:1) |
| 15. Juli 2021, 21:00 Uhr (16. Juli, 4:00 MESZ) in Kansas City |   |            |           |
| Martinique                                                    | – | USA        | 1:6 (0:2) |
| 18. Juli 2021, 16:00 Uhr (23:00 MESZ) in Frisco               |   |            |           |
| Martinique                                                    | – | Haiti      | 1:2 (0:1) |
| 18. Juli 2021, 16:00 Uhr (23:00 MESZ) in Kansas City          |   |            |           |
| USA                                                           | – | Kanada     | 1:0 (1:0) |

### Gruppe C
| Pl. | Land       | Sp. | S | U | N | Tore    | Diff. | Punkte |
| --- | ---------- | --- | - | - | - | ------- | ----- | ------ |
| 1.  | Costa Rica | 3   | 3 | 0 | 0 | 006:200 | +4    | 09     |
| 2.  | Jamaika    | 3   | 2 | 0 | 1 | 004:200 | +2    | 06     |
| 3.  | Suriname   | 3   | 1 | 0 | 2 | 003:500 | −2    | 03     |
| 4.  | Guadeloupe | 3   | 0 | 0 | 3 | 003:700 | −4    | 0      |

| 12. Juli 2021, 18:30 Uhr (13. Juli, 0:30 MESZ) in Orlando        |   |            |           |
| Jamaika                                                          | – | Suriname   | 2:0 (2:0) |
| 12. Juli 2021, 21:00 Uhr (13. Juli, 3:00 MESZ) in Orlando        |   |            |           |
| Costa Rica                                                       | – | Guadeloupe | 3:1 (2:1) |
| 16. Juli 2021, 18:30 Uhr (17. Juli, 0:30 MESZ) in Orlando        |   |            |           |
| Guadeloupe                                                       | – | Jamaika    | 1:2 (1:1) |
| 16. Juli 2021, 21:00 Uhr (17. Juli, 3:00 MESZ) in Orlando        |   |            |           |
| Suriname                                                         | – | Costa Rica | 1:2 (0:0) |
| 20. Juli 2021, 18:00 Uhr (21. Juli, 1:00 MESZ) in Houston (BBVA) |   |            |           |
| Suriname                                                         | – | Guadeloupe | 2:1 (1:1) |
| 20. Juli 2021, 19:00 Uhr (21. Juli, 1:00 MESZ) in Orlando        |   |            |           |
| Costa Rica                                                       | – | Jamaika    | 1:0 (0:0) |

### Gruppe D
| Pl. | Land     | Sp. | S | U | N | Tore    | Diff. | Punkte |
| --- | -------- | --- | - | - | - | ------- | ----- | ------ |
| 1.  | Katar    | 3   | 2 | 1 | 0 | 009:300 | +6    | 07     |
| 2.  | Honduras | 3   | 2 | 0 | 1 | 007:400 | +3    | 06     |
| 3.  | Panama   | 3   | 1 | 1 | 1 | 008:700 | +1    | 04     |
| 4.  | Grenada  | 3   | 0 | 0 | 3 | 001:110 | −10   | 0      |

| 13. Juli 2021, 19:50 Uhr (14. Juli, 2:50 MESZ) in Houston (BBVA) |   |          |           |
| Katar                                                            | – | Panama   | 3:3 (0:0) |
| 13. Juli 2021, 22:20 Uhr (14. Juli, 5:20 MESZ) in Houston (BBVA) |   |          |           |
| Honduras                                                         | – | Grenada  | 4:0 (1:0) |
| 17. Juli 2021, 18:30 Uhr (18. Juli, 1:30 MESZ) in Houston (BBVA) |   |          |           |
| Grenada                                                          | – | Katar    | 0:4 (0:3) |
| 17. Juli 2021, 20:30 Uhr (18. Juli, 3:30 MESZ) in Houston (BBVA) |   |          |           |
| Panama                                                           | – | Honduras | 2:3 (2:1) |
| 20. Juli 2021, 20:00 Uhr (21. Juli, 3:00 MESZ) in Houston (BBVA) |   |          |           |
| Honduras                                                         | – | Katar    | 0:2 (0:1) |
| 20. Juli 2021, 21:00 Uhr (21. Juli, 3:00 MESZ) in Orlando        |   |          |           |
| Panama                                                           | – | Grenada  | 3:1 (2:0) |

## Finalrunde

### Spielplan
|  | Viertelfinale | Viertelfinale |        |     | Halbfinale | Halbfinale |  |  | Finale | Finale |
|  |               |               |        |     |            |            |  |  |        |        |
|  | Katar         | 3             |        |     |            |            |  |  |        |        |
|  | El Salvador   | 2             |        |     |            |            |  |  |        |        |
|  | El Salvador   | 2             | Katar  | 0   |            |            |  |  |        |        |
|  |               |               | Katar  | 0   |            |            |  |  |        |        |
|  |               | USA           | 1      |     |            |            |  |  |        |        |
|  | USA           | USA           | 1      | 1   |            |            |  |  |        |        |
|  | USA           |               |        | 1   |            |            |  |  |        |        |
|  | Jamaika       | 0             |        |     |            |            |  |  |        |        |
|  |               |               | USA    | V1V |            |            |  |  |        |        |
|  |               | Mexiko        | 0      |     |            |            |  |  |        |        |
|  | Mexiko        | 3             |        |     |            |            |  |  |        |        |
|  | Honduras      | 0             |        |     |            |            |  |  |        |        |
|  | Honduras      | 0             | Mexiko | 2   |            |            |  |  |        |        |
|  |               |               | Mexiko | 2   |            |            |  |  |        |        |
|  |               | Kanada        | 1      |     |            |            |  |  |        |        |
|  | Costa Rica    | Kanada        | 1      | 0   |            |            |  |  |        |        |
|  | Costa Rica    |               |        | 0   |            |            |  |  |        |        |
|  | Kanada        | 2             |        |     |            |            |  |  |        |        |

V Sieg nach Verlängerung

### Viertelfinale
| 24. Juli 2021, 16:30 Uhr (25. Juli, 1:30 MESZ) in Glendale  |   |             |           |
| Katar                                                       | – | El Salvador | 3:2 (2:0) |
| 24. Juli 2021, 19:30 Uhr (25. Juli, 4:30 MESZ) in Glendale  |   |             |           |
| Mexiko                                                      | – | Honduras    | 3:0 (3:0) |
| 25. Juli 2021, 18:00 Uhr (26. Juli, 1:00 MESZ) in Arlington |   |             |           |
| Costa Rica                                                  | – | Kanada      | 0:2 (0:1) |
| 25. Juli 2021, 21:00 Uhr (26. Juli, 4:00 MESZ) in Arlington |   |             |           |
| USA                                                         | – | Jamaika     | 1:0 (0:0) |

### Halbfinale
| 29. Juli 2021, 18:30 Uhr (30. Juli, 1:30 MESZ) in Austin                |   |        |           |
| Katar                                                                   | – | USA    | 0:1 (0:0) |
| 29. Juli 2021, 21:00 Uhr (30. Juli, 4:00 MESZ) in Houston (NRG Stadium) |   |        |           |
| Mexiko                                                                  | – | Kanada | 2:1 (1:0) |

### Finale
| USA                                                                                | USA | Mexiko | Mexiko |
| ---------------------------------------------------------------------------------- | --- | --- | ------ |
| USA                                                                                | \| Finale \| \| 1. August 2021 um 18:00 Uhr (2. August, 3:00 MESZ) in Paradise (Allegiant Stadium) \| \| Zuschauer: 61.114 \| \| Schiedsrichter: Said Martínez ( Honduras) \| \| Spielbericht \| | \| Finale \| \| 1. August 2021 um 18:00 Uhr (2. August, 3:00 MESZ) in Paradise (Allegiant Stadium) \| \| Zuschauer: 61.114 \| \| Schiedsrichter: Said Martínez ( Honduras) \| \| Spielbericht \| | Mexiko |
| USA                                                                                | Matt Turner – Reggie Cannon (65. Shaquell Moore), James Sands, Miles Robinson, George Bello (65. Sam Vines) – Eryk Williamson (87. Gianluca Busio), Kellyn Acosta, Sebastian Lletget (66. Cristian Roldan) – Paul Arriola (87. Nicholas Gioacchini), Gyasi Zardes, Matthew Hoppe (120.+1' Henry Kessler) Cheftrainer: Gregg Berhalter | Alfredo Talavera – Luis Rodríguez, Néstor Araujo, Héctor Moreno (44. Carlos Salcedo, 106. Gilberto Sepúlveda), Jesús Gallardo – Héctor Herrera, Edson Álvarez, Jonathan dos Santos (76. Erick Gutiérrez) – Orbelín Pineda (76. Rodolfo Pizarro), Rogelio Funes Mori (106. Alan Pulido), Jesús Corona (91. Osvaldo Rodríguez) Cheftrainer: Gerardo Martino ( Argentinien) | Mexiko |
| USA                                                                                | 1:0 Robinson (117.) | | Mexiko |
| USA                                                                                | Acosta (113.) | Herrera (72.), Gallardo (114.), Álvarez (117.) | Mexiko |
| USA                                                                                | Spieler des Spiels: Matt Turner (USA) | | Mexiko |
| Finale                                                                             | | |        |
| 1. August 2021 um 18:00 Uhr (2. August, 3:00 MESZ) in Paradise (Allegiant Stadium) | | |        |
| Zuschauer: 61.114                                                                  | | |        |
| Schiedsrichter: Said Martínez ( Honduras)                                          | | |        |
| Spielbericht                                                                       | | |        |

## Beste Torschützen
Nachfolgend sind die besten Torschützen des Turnieres aufgeführt. Bei gleicher Anzahl an Toren sind die Spieler zunächst nach der Anzahl der Vorlagen und anschließend nach den Spielminuten sortiert.
| Rang | Nat                | Spieler            | Tore | Vorlagen | Spielminuten |
| ---- | ------------------ | ------------------ | ---- | -------- | ------------ |
| 01   | Katar              | Almoez Abdulla     | 4    | 0        | 401          |
| 02   | Kanada             | Stephen Eustáquio  | 3    | 1        | 344          |
| 03   | Mexiko             | Orbelín Pineda     | 3    | 1        | 388          |
| 04   | Honduras           | Romell Quioto      | 3    | 0        | 124          |
| 05   | Kanada             | Cyle Larin         | 3    | 0        | 204          |
| 06   | El Salvador        | Joaquín Rivas      | 3    | 0        | 273          |
| 07   | Katar              | Abdulaziz Hatem    | 3    | 0        | 416          |
| 08   | Mexiko             | Rogelio Funes Mori | 3    | 0        | 424          |
| 09   | Katar              | Akram Afif         | 2    | 3        | 412          |
| 10   | Kanada             | Junior Hoilett     | 2    | 2        | 323          |
| 11   | Vereinigte Staaten | Gyasi Zardes       | 2    | 1        | 241          |
| 12   | Costa Rica         | Joel Campbell      | 2    | 1        | 358          |

Zu diesen besten Torschützen mit mindestens zwei Toren und einer Vorlage kommen 8 weitere mit je zwei Toren ohne Vorlage, 39 weitere mit je einem Tor sowie zwei Eigentore.

## Schiedsrichter
Am 30. Juni 2021 veröffentlichte die CONCACAF eine Liste mit 19 Schiedsrichtern und 25 Schiedsrichter-Assistenten für das Turnier. Vier Schiedsrichter stammen aus Mexiko, drei aus den USA und jeweils zwei Schiedsrichter aus Costa Rica, Guatemala, Honduras, Jamaika und El Salvador. Erstmals wird der Videobeweis zum Einsatz kommen, wofür zwölf Videoassistenten nominiert wurden. Als Teil eines bestehenden Austauschprogramms mit der CAF wurde zusätzlich ein gambischer Schiedsrichter und ein senegalesischer Assistent nominiert.
Hauptschiedsrichter
- Ricardo Montero
- Juan Gabriel Calderón
- Iván Barton
- Ismael Cornejo
- Bakary Gassama
- Reon Radix
- Mario Escobar
- Bryan López
- Selvin Brown
- Said Martínez
- Oshane Nation
- Daneon Parchment
- Drew Fischer
- Adonai Escobedo
- Fernando Guerrero
- Fernando Hernández
- César Arturo Ramos
- Jair Marrufo
- Armando Villarreal
- Ismail Elfath

Schiedsrichter-Assistenten
- Iroots Appleton
- William Arrieta
- Juan Mora
- Geovany García
- David Morán
- Juan Zumba
- Gerson López
- Walter López
- Christian Ramírez
- Roney Salinas
- Nicholas Anderson
- Ojay Duhaney
- Jassett Kerr-Wilson
- Micheal Barwegen
- Miguel Hernández
- Michel Morales
- Alberto Morin
- Henri Pupiro
- Djibril Camara
- Zachari Zeegelaar
- Caleb Wales
- Frank Anderson
- Kyle Atkins
- Logan Brown
- Kathryn Nesbitt
- Corey Parker

Videoassistenten
- David Gantar
- Carlos Ayala
- Arturo Cruz
- Leon Barajas
- Erick Miranda
- Angel Monroy
- Joel Rangel
- Tatiana Guzmán
- Allen Chapman
- Tim Ford
- Edvin Jurisevic
- Chris Penso